# Letov Š-6

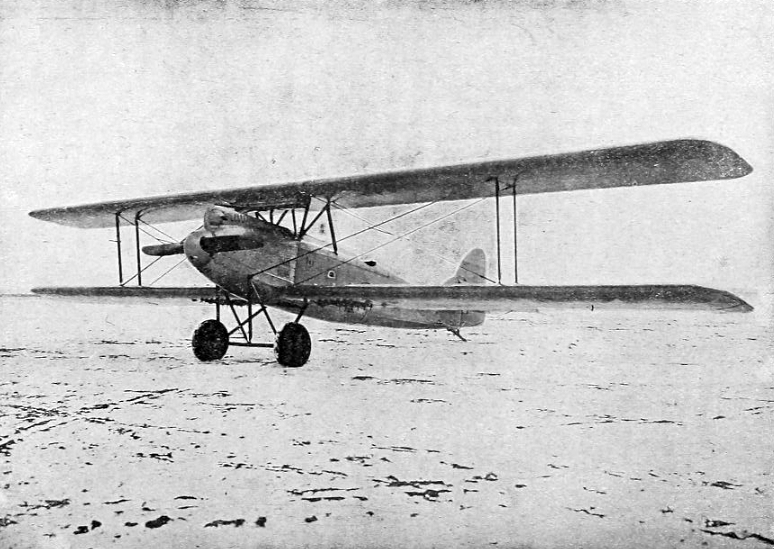
Letov Š-6

De Letov Š-6 is een Tsjechoslowaakse dubbelzits dubbeldekker bommenwerper gebouwd door Letov. De Š-6 is ontworpen door ingenieur Alois Šmolík en is een verdere ontwikkeling op de Š-2. Het toestel vloog voor het eerst in 1923. In vergelijking tot de Š-2 had de Š-6 een nieuw vleugel ontwerp van een dikker profiel. Tijdens de testen bleken de vliegeigenschappen zo veel belovend, dat men besloot de Š-6 te gebruiken voor een nieuw hoogte record met 500 kg aan vracht. Tevens is met een Š-6 (tijdens een andere vlucht) een nationaal vliegtijd record gezet van 10 uur en 32 minuten. De Š-6 was lang in gebruik bij de Tsjechoslowaakse luchtmacht, zelfs tot in 1934 waren er Š-6’s in gebruik. Één exemplaar had een civiele registratie (L-BORA) toegewezen gekregen en is geëvalueerd als passagiersvliegtuig voor de lijn Praag-Göteborg, maar de Š-6 werd hiervoor niet goed genoeg bevonden. In totaal zijn er zo’n 35 Š-6’s gebouwd.

## Specificaties
- Bemanning: 2
- Lengte: 8,85 m
- Spanwijdte: 15,69 m
- Vleugeloppervlak: 43,0 m2
- Leeggewicht: 1 152 kg
- Volgewicht: 2 008 kg
- Motor: 1× Maybach Mb.IV, 190 kW (260 pk)
- Maximumsnelheid: 186 km/h
- Kruissnelheid: 160 km/h
- Vliegbereik: 780 km
- Plafond: 6 250 m
- Klimsnelheid: 2,6 m/s

## Gebruikers
- Tsjechoslowakije